# Hyrdetaske (plante)
Hyrdetaske (Capsella bursa-pastoris) er en 2-70 cm høj urt, der vokser på agerjord og affaldspladser. En enkelt plante kan danne op til 64.000 spiredygtige frø. Det gør, sammen med den lange blomstringstid, at arten er blandt de mest almindelige ukrudtsplanter.

## Beskrivelse
Hyrdetaske er en en- eller toårig plante med en opstigende eller opret vækst. Stænglerne er runde i tværsnit og hårløse, og de kan være enkle eller forgrenede. Planten danner først en roset af grundstillede blade, som er lappede. Stængelbladene sidder spredt, og de er lancetformede med hel eller fjernt takket rand og pilformet grund. Over- og undersiderne er ensartet grågrønne.
Blomstringen sker i april-oktober, og der dannes løbende nye blomsteranlæg ved spidsen af skuddet. De enkelte, 4-tallige blomster er små og har hvide kronblade. Frugterne er hjerteformede, flade skulper, der rummer mange frø.
Rodsystemet består af en kraftig pælerod og forholdsvis få siderødder.
Højde x bredde og årlig tilvækst: 0,70 x 0,40 m (70 x 40 cm/år).

## Voksested
Planten stammer fra Europa, men den findes nu som naturaliseret ukrudt over hele den dyrkede del af verden. Overalt – og det vil også sige i Danmark – er den meget almindelig på ruderater og dyrkede marker, i haver og andre steder, hvor jorden bliver forstyrret hvert år. I disse samfund findes den ofte sammen med bl.a. alm. brandbæger, alm. fuglegræs, alm. rapgræs, glat vejbred, liden nælde, sort natskygge og vejpileurt.

## Anvendelse
Frøene omgives af en klæbrig masse, når de bliver fugtige. Vandlevende insekter opsøger frøene og klæbes fast til dem. Hvis man strør frøene på vandoverfladen, vil det bidrage til at mindske antallet af myggelarver i vandet.
Frø, blade og rødder er spiselige, og i Kina bliver planten dyrket som nytteplante. De friske, grønne kapsler er meget eftertragtede af småfugle, og det gør planten til et godt fodertilskud for burfugle.